# خانه فتاحی
خانه فتاحی مربوط به اوایل دوره پهلوی است و در میبد، محله باغشاهی، جنب خانه سالار واقع شده و این اثر در تاریخ ۱۶ شهریور ۱۳۸۳ با شمارهٔ ثبت ۱۱۱۰۷ به‌عنوان یکی از آثار ملی ایران به ثبت رسیده است.